# Hludana
Hludana (inschriftlich Dea Hludana) ist der Name einer germanischen Göttin, die durch fünf Weiheinschriften aus dem 2. und 3. Jahrhundert belegt ist.
Reinhard Wenskus und Maurits Gysseling verbinden das belgische Lanaken, bei dem sich eine der ältesten merowingischen Reihengräberkulturen befindet, sowohl ethnografisch als auch etymologisch mit Hludanas Wirkungsbereich oder Kultstätte. Gysseling erkennt in dem 1106 als Lodenaken beurkundeten Ort nordwestlich von Maastricht die originäre Überlieferungsform *Hludiniacas. Wenskus sieht mit der altnordischen Bezeichnung Hlǫðyn für diese Gottheit auch eine Übertragungsmöglichkeit auf den Namen und Wirkungsraum des Frankenkönigs Chlodio, altnordisch Hlǫðr. Für das vom fränkischen Geschichtsschreiber Gregor von Tours als Chlodios Sitz überlieferte Dispargum castrum macht Wenskus insoweit auch das in der Gemarkung Lanakens befindliche Doesberg interpretierbar, welches 1145 in monte Dusenberg beurkundet wurde.

## Inschriften
Der Großteil der Inschriften kommt aus dem niederrheinischen Gebiet der römischen Provinz der Germania inferior.
- Birten bei Xanten (CIL 13, 8611)[3]
- Holdoorn bei Nijmegen (CIL 13, 8723)[4]
- Monterberg bei Kalkar (CIL 13, 8661)[5]
- Iversheim bei Münstereifel (CIL 13, 7944)[6]
- Beetgum in Friesland (CIL 13, 8830)[7]